# Antje Harvey
Antje Harvey (f. Miskersky), född den 10 maj 1967 i Magdeburg, är en tysk före detta skidskytt och längdåkare som började sin karriär med att tävla för Östtyskland.
Harvey började sin karriär som längdåkare och var med i det östtyska stafettlag som blev bronsmedaljörer på 4 x 5 km vid VM i Seefeld 1985. 1985 lämnade Harvey det östtyska laget sedan både hon och hennes tränare och far vägrat att delta i de dopningsexperiment som präglade östtysk skidåkning. Hennes sista världscuptävling var i Falun 1985 där hon slutade på 19:e plats på 10 kilometer.  
År 1989 inledde Harvey en ny karriär som skidskytt. Totalt vann hon tre världscuptävlingar i karriären och blev som bäst femma i den totala världscupen.
Harvey deltog i två olympiska spel och tog medalj i båda. Vid OS 1992 lyckades hon ta medalj i varje tävling hon deltog i. I distanstävlingen blev det guld, dessutom silver i både stafett och i sprint. Vid OS 1994 blev hennes individuellt bästa placering en nionde plats i distanstävlingen men silver med tyska stafettlaget. Förutom OS-medaljerna var Harvey med i det tyska lag som vann guld vid VM 1995 i Antholz.
1993 gifte sig Miskersky med den amerikanska skidskytten Ian Harvey och hon är sedan 2000 amerikansk medborgare. 
1995 mottog Harvey den tyska Heidi-Krieger-medaljen för sitt motstånd mot dopningen.